# Tomáš Pavelka (herec)
Tomáš Pavelka (* 17. března 1971, Praha) je český divadelní a filmový herec, člen souboru Městských divadel pražských. V roce 1994 absolvoval činoherní herectví na DAMU. V letech 1994–1997 působil v angažmá v Činoherním studiu v Ústí nad Labem, v letech 1997–2000 v pražském Činoherním klubu a v rozmezí 2016–2024 v Divadle na Vinohradech. Vyučuje na DAMU.

## Divadelní role (výběr)

### Divadlo na Vinohradech

#### Velká scéna

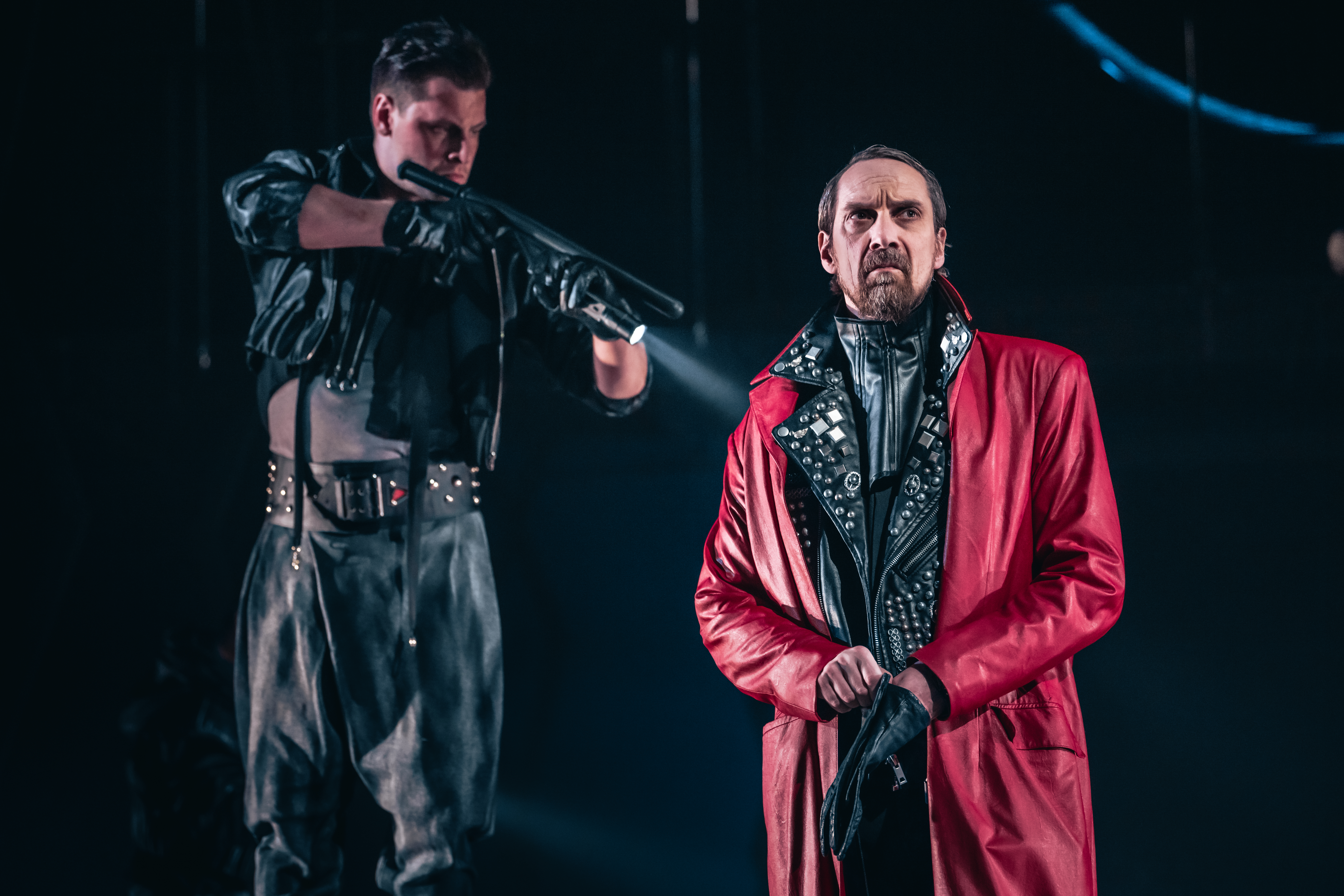
Tomáš Pavelka v roli Ferdinanda Aragonského v inscenaci Vzpoura lásky (Fuente Ovejuna), Divadlo na Vinohradech, foto Petr Chodura (2023)

- 2016 Maxim Gorkij: Sluníčkáři (Děti slunce), režie: Juraj Deák, premiéra: 16. prosince 2016, role: Boris Čepurnoj
- 2017 Molière: Škola žen, režie: Juraj Deák, premiéra: 21. dubna 2017, role: Arnolf
- 2017 Arthur Miller: Čarodějky ze Salemu, režie: Juraj Deák, premiéra: 20. prosince 2017, role: John Proctor
- 2018 Josef Topol: Konec masopustu, režie: Martin Františák, premiéra: 19. října 2018, role: Král
- 2019 Friedrich Dürrenmatt: Návštěva staré dámy, režie: Jan Burian, premiéra: 6. září 2019, role: Učitel
- 2020 Viktor Dyk: Zmoudření Dona Quijota, režie: Martin Čičvák, premiéra: 7. února 2020, role: Don Quijote
- 2020 Milan Uhde – Miloš Štědroň: Balada pro banditu, režie: Juraj Deák, premiéra: 2. října 2020, role: Velitel četníků
- 2021 Nathaniel Richard Nash: Obchodník s deštěm, režie: Juraj Deák, premiéra: 1. září 2021, role: Fil
- 2021 Guy de Maupassant – Vladimír Čepek: Miláček, režie: Šimon Dominik, premiéra: 3. prosince 2021, role: Varenne
- 2023 Jan Vedral podle Josefa Škvoreckého: Danny Smiřický (Příběhy inženýra lidských duší), režie: Radovan Lipus, světová premiéra: 27. ledna 2023, role: Danny
- 2023 Lope de Vega: Vzpoura lásky (Fuente Ovejuna), režie: Pavel Khek, premiéra: 31. března 2023, role: Král Don Fernando
- 2023 Woody Allen: Nepijte tu vodu, režie: Juraj Deák, premiéra: 15. prosince 2023, role: Páter Drobny

#### Studiová scéna
- 2016 Milan Uhde: Zvěstování aneb Bedřichu, jsi anděl, režie: Jan Burian, premiéra: 8. září 2016, role: Karel Max